# 格伦·佩廷杰
格伦·默里·佩廷杰（英語：Glen Murray Pettinger，1928年9月27日—2019年10月12日），加拿大男子篮球运动员。他曾代表加拿大获得1952年夏季奥运会男子篮球比赛第十三名。他于2019年在渥太华去世。